# Rathaus (Abenberg)

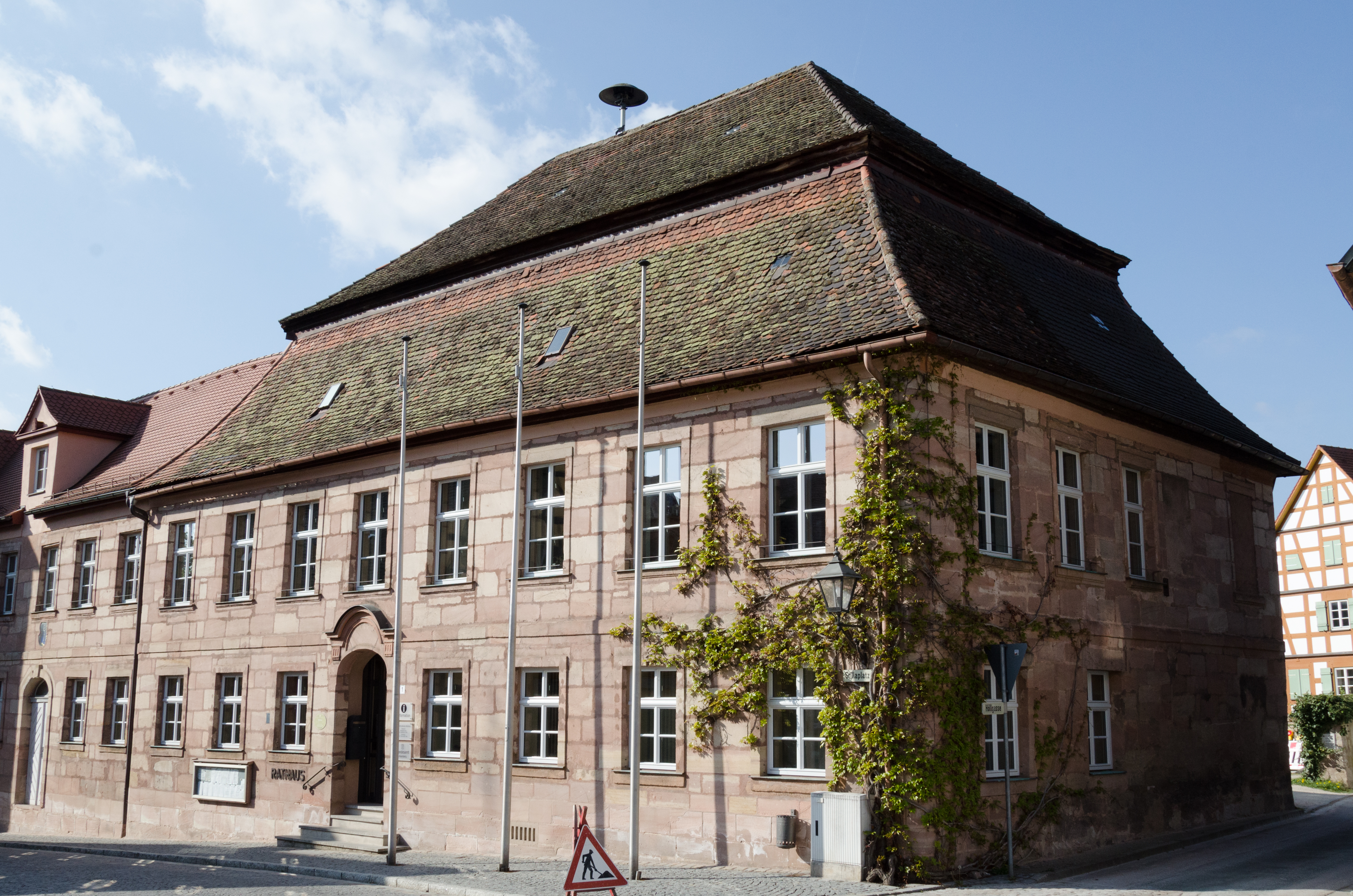
Rathaus in Abenberg

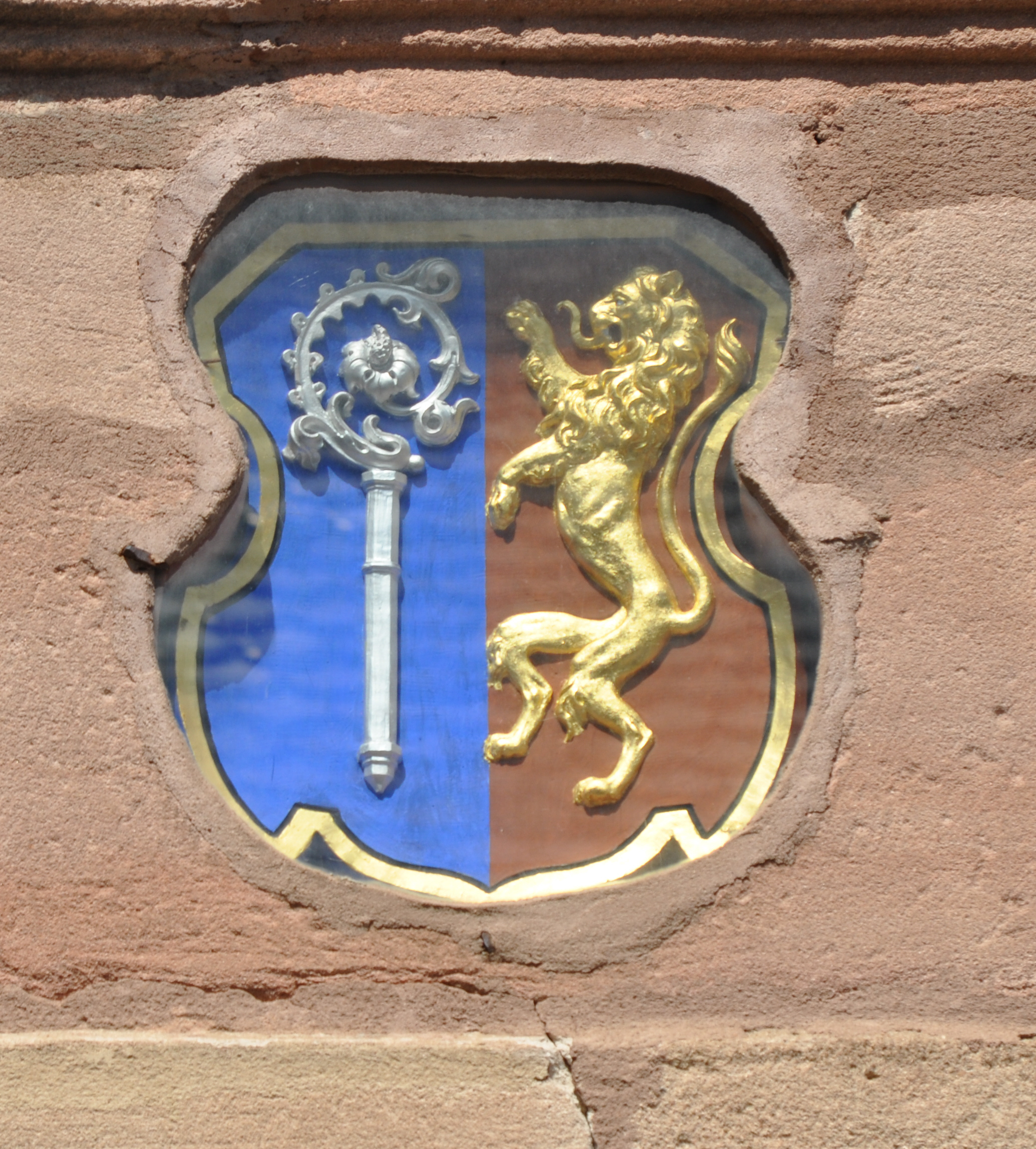
Stadtwappen

Das Rathaus in Abenberg, einer Stadt im mittelfränkischen Landkreis Roth in Bayern, wurde  1743/44 errichtet. Das  Rathaus am Stillaplatz 1 ist ein geschütztes Baudenkmal. Das barocke Gebäude wurde ursprünglich als Dienstsitz des Pflegamts des Hochstifts Eichstätt vom Baumeister Gabriel de Gabrieli errichtet.

## Beschreibung
Das Gebäude schließt sich direkt an das Obere Tor an. Der zweigeschossige Sandsteinquaderbau mit Mansardwalmdach besitzt ein Gurtgesims. Das Portal wird von einer eingezogenen Segmentverdachung gerahmt. Über dem Portal ist das Stadtwappen angebracht.
Der zweigeschossige Nebentrakt mit Walmdach befindet sich hinter dem Hauptgebäude.